# 半帶齧齒脂鯉
半帶齧齒脂鯉，為輻鰭魚綱脂鯉目脂鯉亞目脂鯉科的其中一個種。分布於南美洲玻利維亞马代拉河上游流域，體長可達4公分，棲息在底中層水域，生活習性不明。